# Aadel Brun Tschudi
Aadel Brun Tschudi, née le 29 septembre 1909 à Taohualun à Yiyang dans la province de Hunan en Chine, et morte le 3 novembre 1980 à Oslo est une professeure de géographie, sinologue et auteure norvégienne. Elle est connue pour la diffusion de ses connaissances sur la société et la culture chinoises, principalement au travers de ses enseignements et de ses chroniques à la radio. Elle développe la géographie rurale, et est une pionnière en géographie du développement.

## Biographie
Tschudi naît en Chine et passe ses 15 premières années dans une station missionnaire dans la province de Hunan en Chine avec ses parents. Elle obtient l'examen artium à Fredrikstad en 1927, ce qui lui ouvre les portes de l'Université d'Oslo où elle étudie la philologie[réf. souhaitée]. En 1933, elle interrompt ses études pour se consacrer à la traduction et à la vie organisationnelle norvégienne pendant 14 ans. En 1945, elle est élue présidente du cercle d'Oslo de l'Association nationale des femmes universitaires norvégiennes, et devient présidente du Comité de coopération des organisations féminines norvégiennes de 1948 à 1950, tout en étant chroniqueuse sur l'Asie de l'Est à la radio[réf. souhaitée].
Elle reprend ses études et devient candidatus philologiae en géographie en 1951. Elle étudie le chinois à Harvard aux États-Unis, et suis entre autres les enseignements de John K. Fairbank, l'un des connaisseurs occidentaux les plus éminents de la Chine. En 1957, elle voyage en Asie de l'Est et fait un grand nombre de reportages. À partir de 1960, elle devient conférencière à l'l'Université d'Oslo.
En 1970, Aadel Brun Tschudi est nommée professeure de géographie économique à l'École d'économie de Stockholm, et devient la même année maîtresse de conférences en sinologie à l'l'université d'Oslo. Elle donne des conférences en histoire et en géographie chinoises jusqu'en 1972[réf. souhaitée].

## Travaux
Elle devient docente au département de géographie en 1973. Elle élargit ainsi le champ de la géographie aux pays en développement. En combinant des connaissances sur la politique, l'économie, les conditions climatiques et les sols, elle développe la géographie rurale. À partir de 1967, elle est rédactrice en chef de Norsk geografisk tidsskrift (en). En 1977, elle devient membre de l'Académie norvégienne des sciences.

## Publications
- (no) Aadel Brun Tschudi, « Pearl Buck og misjonen » [« La mission de Pearl Buck »], Norsk tidsskrift for misjonsvitenskap, vol. 5, no 2,‎ 1951, p. 72–87 (ISSN 2464-1936, DOI 10.48626/ntm.v5i2.2293, lire en ligne, consulté le 11 novembre 2022)
- Japan, soloppgangens land, 1957
- Den kinesiske folkerepublikk. Sosial omveltning og økonomisk vekst, i Tidens ekko nr. 4/1962–63, s. 97–128
- Hadeland. Jordbruk og pendling (sm.m. H. Myklebost), 1969
- Kina og Japan (sm.m. K. Koch Christensen og Liu Baisha (no)), 1976
- Development research and aid problems (sm.m. J. Hesselberg), 1978
- Gjensyn med Kina, 1978
- Underutvikling og utvikling. Temaer fra et problemfelt (sm.m. R. Dale og J. Hesselberg), 1978
- Gammelt og nytt i Kina, 1980